# Alexandra, Victoria
Alexandra är en ort i Australien. Den ligger i kommunen Murrindindi och delstaten Victoria, omkring 96 kilometer nordost om delstatshuvudstaden Melbourne. Antalet invånare är 2 656.
Runt Alexandra är det mycket glesbefolkat, med 3 invånare per kvadratkilometer.. Det finns inga andra samhällen i närheten. 
Trakten runt Alexandra består till största delen av jordbruksmark. Genomsnittlig årsnederbörd är 1 356 millimeter. Den regnigaste månaden är juli, med i genomsnitt 153 mm nederbörd, och den torraste är januari, med 55 mm nederbörd.